# Pico de Orizaba
Pico de Orizaba, også kaldet Citlaltépetl (fra Nahuatl citlal(in) = stjerne, and tepētl = bjerg), er en stratovulkan og det højeste bjerg i Mexico. Bjerget er det tredjehøjeste i Nordamerika. Bjergets tinde er 5.636 meter over havets overflade i den østlige ende af det trans-mexicanske vulkanbælte på grænsen mellem delstaterne Veracruz og Puebla. Vulkanen er for øjeblikket i hvile, men vulkanen er fortsat aktiv med det seneste udbrud i det 19. århundrede. 

## Eksterne links
- Wikimedia Commons har flere filer relateret til Pico de Orizaba
- Pico de Orizaba på Summitpost.com

19°02′N 97°16′V / 19.03°N 97.27°V